# Fukumoto Miho
Fukumoto Miho (福元 美穂, sinh ngày 2 tháng 10 năm 1983) là một cầu thủ bóng đá nữ người Nhật Bản.

## Đội tuyển bóng đá nữ quốc gia Nhật Bản
Fukumoto Miho thi đấu cho đội tuyển bóng đá nữ quốc gia Nhật Bản từ năm 2002 đến 2016.

## Thống kê sự nghiệp
| Nhật Bản  | Nhật Bản | Nhật Bản |
| Năm       | Trận     | Bàn      |
| --------- | -------- | -------- |
| 2002      | 1        | 0        |
| 2003      | 1        | 0        |
| 2004      | 0        | 0        |
| 2005      | 4        | 0        |
| 2006      | 13       | 0        |
| 2007      | 14       | 0        |
| 2008      | 14       | 0        |
| 2009      | 0        | 0        |
| 2010      | 4        | 0        |
| 2011      | 5        | 0        |
| 2012      | 11       | 0        |
| 2013      | 3        | 0        |
| 2014      | 5        | 0        |
| 2015      | 4        | 0        |
| 2016      | 2        | 0        |
| Tổng cộng | 81       | 0        |